# Cystolepiota fumosifolia
Cystolepiota fumosifolia is een meercellige schimmel behorende tot de familie Agaricaceae. De wetenschappelijke naam is voor het eerst geldig gepubliceerd in 1912 door William Alphonso Murrill als Lepiota fumosifolia. Nadat de soort een aantal keer hernoemd is en bij een ander geslacht is ingedeeld werd hij in 2006 door Vellinga uiteindelijk hernoemd tot Cystolepiota fumosifolia.